# Norton Commando
Die Norton Commando ist ein Motorrad mit luftgekühltem Zweizylinder-Viertaktmotor des englischen Herstellers Norton-Villiers Ltd aus Andover (Hampshire) (ab 1972: Norton Villiers Triumph (NVT)). Anfangs als Norton Commando 750 mit 749-cm³-Motor angeboten, wurde der Hubraum bei der im Frühjahr 1973 präsentierten Commando 850 auf 828 cm³ vergrößert.

## Modellgeschichte und Technik
Einmalig ist der patentierte „Isolastic“-Rahmen, der mit dem zuvor von Norton langjährig verwendeten „Federbett“-Rahmen nichts mehr gemeinsam hat. Es handelt sich um einen Zentralrohrrahmen mit geschlossenen Unterzügen; Motor, Getriebe und Hinterradschwinge sind über einen Hilfsrahmen mit vibrationsdämpfenden Gummielementen in diesem Hauptrahmen aufgehängt. Der Rahmen war unter Leitung des deutschen Atomphysikers Dr. Stephan Bauer vom Norton-Entwicklungsteam völlig neu konstruiert worden.
Die ersten Fahrgestelle hatten starke Probleme mit häufigen Rahmenbrüchen am Oberrohr, diese konnten durch die Einführung eines zusätzlichen Versteifungsrohres unterhalb des Zentralrohrs abgestellt werden.
Um Produktionskosten zu sparen, wurden die Commando-Rahmen anfangs nicht von dem langjährigen Lieferanten der Featherbed-Fahrgestelle Reynolds hergestellt, sondern der Auftrag an den italienischen Hersteller Verlicchi vergeben. Verlicchi stellte zu dieser Zeit auch die Rahmen für die Ducati-Motorräder her, war demnach eine durchaus renommierte Adresse. Die Fertigungsqualität der bei Verlicchi hergestellten Rahmen war jedoch so schlecht, dass alle gelieferten Rahmen bei Reynolds nachgearbeitet werden mussten. Nach Aussage des für die Fertigung der Featherbed-Fahrgestelle zuständigen Ingenieurs Ken Sprayson verdiente Reynolds an diesen Nacharbeiten mehr als an der Herstellung eines Featherbed-Rahmens. Letztlich wurde nach einiger Zeit die Fertigung der Commando-Rahmen deswegen wieder von Verlicchi zu Reynolds zurück verlagert.
Der Motor der Commando basierte auf dem der Norton Atlas 750. Um einen niedrigeren Schwerpunkt zu erreichen und der Maschine ein moderneres Aussehen zu verleihen, wurde der Motor nach vorne geneigt im Rahmen eingebaut.
Da durch die Isolastic weniger Vibrationen vom Motor auf den Rahmen und damit den Fahrer übertragen wurden, wurden die Motoren sehr viel stärker gefordert als in den vergleichsweise sehr viel stärker vibrierenden Vorgängermodellen Norton Dominator 650 SS, Mercury oder Atlas. Dies führte in der Anfangszeit zu zahlreichen Motorschäden, da die Kurbelwellenlager der hohen Beanspruchung nicht gewachsen waren. Außerdem verschlissen die Fliehkraftversteller der Lucas-Zündanlage sehr schnell, die Steuerketten längten sich unverhältnismäßig stark und in der Kombination führten diese Faktoren zu einer sehr hohen Belastung der Kurbelwellenlager, weil sich die Leistungsabgabe des Motors unvorteilhaft so veränderte, dass er nur bei sehr hohen Drehzahlen zufriedenstellende Leistung abgab.
Die Motorvariante "750 Combat" mit schärferer Nockenwelle und dadurch bedingter nochmals stärkerer Beanspruchung der Steuerkette tat sich diesbezüglich besonders hervor.
Norton reagierte durch zahlreiche Konstruktionsänderungen des Kurbelgehäuses, der Kurbelwellenlager und der Kurbelwelle selbst.
Endgültig abgestellt werden konnten diese Mängel aber erst mit der Modellreihe 850 Mk2A und 850 MkIII mit einer steiferen Kurbelwelle, im Bereich der Hauptlagersitze versteiftem Kurbelgehäuse und vor allem vom Zulieferer FAG bezogenen Pendelrollenlagern (mit fassförmigen Rollen) als Kurbelwellen-Hauptlager, die Biegeschwingungen der Kurbelwelle ohne Defekt ertragen konnten.

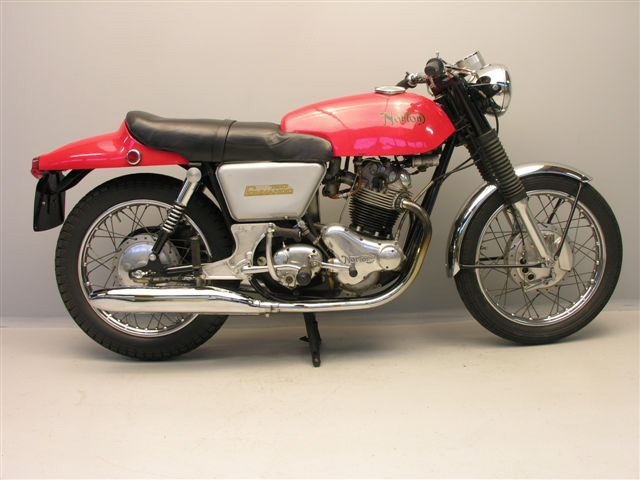
Norton Commando 750 Fastback 1969

## Technik Commando 750 (850)
- quer eingebauter Zweizylinder-Reihenmotor (Gleichläufer-Parallel-Twin), 56 DIN-PS (41 kW) bei 6.750/min (Commando 850 ab 1973: 51 PS (37 kW) bei 6.250/min)
- 749 cm³ (828 cm³) Hubraum,  eine kettengetriebene Nockenwelle,
2 hängende Ventile pro Zylinder über Stoßstangen und Kipphebel betätigt
- frühe 750: je eine Trommelbremse vorn und hinten (Ø 175 mm; vorn als Duplexbremse). Bremspedal linksseitig.
- späte 750, alle 850 bis Mk2A: eine hydraulisch betätigte Einscheibenbremse vorn (Ø 270 mm) mit Bremssattel hinter dem Gabelholm, Trommelbremse hinten (Ø 175 mm). Bremspedal linksseitig.
- alle 850 MkIII eine hydraulisch betätigte Einscheibenbremse vorn mit Bremssattel vor dem Gabelholm und hinten (Ø 270 mm). Bremspedal rechtsseitig.
- 2 Amal-Concentric-Vergaser Ø 30 mm (frühe 750) oder Ø 32 mm (750 Combat, späte 750, alle Commando 850). Alle 750 und 850 bis Mk2 mit Papierluftfilter im Metallgehäuse, ab 850 Mk2A mit Schaumstoffluftfilter und geräuschdämpfendem Luftfiltergehäuse aus Kunststoff.
- Zentralrohrrahmen mit geschlossenen Unterzügen, Hilfsrahmen für Aufnahme von Motor, Getriebe und Schwingenlager
- Kickstarter, bei 850 MkIII zusätzlicher elektrischer Anlasser
- Primärtrieb über Triplex-Rollenkette. Spannung der Kette bei allen 750 und bei 850 bis Mk2A durch Bewegung des Getriebes im Hilfsrahmen, bei 850 MkIII durch hydraulische Spannvorrichtung
- 4-Gang-Getriebe, Hinterradantrieb über Einfach-Rollenkette 5/8" × 3/8". Schaltung bei allen 750 und bei 850 bis Mk2A rechts, bei 850 MkIII links
- 2-in-2 Auspuffanlage in zahlreichen unterschiedlichen Ausführungen. Anfangs Konstruktion als reiner Tiefpass-Filter ohne eigentlichen Schalldämpfer ("straight through"), ab 850 Mk2A mit Dämpfereinsatz ("black cap", "Bohnendose"). Alle 750 ohne Interferenzrohr zwischen den Auspuffkrümmern, alle 850 mit Interferenzrohr vor dem Zylinderkopf
- Höchstgeschwindigkeit: 180 km/h (185 km/h), im Test der Zeitschrift MOTORRAD lief eine 850 Mk2 198,2 km/h.
- Beschleunigung: 0–100 km/h in 4,8 s (Testwert Commando 850)

## Trivia
Im Film One Week – Das Abenteuer seines Lebens durchquert der Hauptdarsteller auf einer Norton Commando 850 Bj. 1973 Kanada, nachdem er zuvor die Nachricht erhalten hat, dass er an Krebs erkrankt ist und seine Überlebenschancen nur gering sind.